# Верхнесалдинский муниципальный округ
Верхнесалди́нский городско́й о́круг — муниципальное образование в Свердловской области России, относится к Горнозаводскому управленческому округу. Административный центр — город Верхняя Салда.
С точки зрения административно-территориального устройства области, городской округ находится в границах административно-территориальной единицы Верхнесалдинский район.
С 1 января 2025 года имеет статус муниципального округа.

## География
Верхнесалдинский городской округ расположен в центральной части Свердловской области, в северо-восточной части Горнозаводского округа. Территория Верхнесалдинского городского округа полностью соответствует территории Верхнесалдинского района. Площадь Верхнесалдинского городского округа — 1695,66 км², что составляет приблизительно 0,87% от общей площади области. Городской округ и одноимённый район находятся на восточном склоне Уральских гор, где Средний Урал начинает плавно переходить в Западно-Сибирскую равнину.
Территория Верхнесалдинского городского округа имеет форму цифры «2». Административный центр — город Верхняя Салда — расположен в центральной части городского округа и района, на реке Салде (правом притоке Тагила), протекающей с юго-запада на северо-восток, но делающей относительно чёткого направления очень большие извилины. В этом же направлении через город проходят участки автодороги Нижний Тагил — Верхняя Салда — Нижняя Салда и железнодорожной ветки Нижний Тагил — Алапаевск, на которой расположены станции Ива и Верхняя Салда и остановочные пункты 42 км и 44 км.
К югу от Верхней Салды и данных дорог расположены обширные леса, поймы рек Салды и её левого притока — реки Исы, на которых расположены Верхнесалдинский и Исинский пруды соответственно. Также Салда в этой местности принимает ряд других притоков, среди которых реки: Абак, Айчиха, Кедровка, Мартыниха, Пайва, Хухарка, Ива, Чёрная и др. Река Нелобка тоже протекает в южной части Верхнесалдинского городского округа, однако впадает в Нижнесалдинский пруд на реке Салде, который ныне находится за пределами района. В Нелобку в границах городского округа впадают реки: Ямная, Исток и др. В Ису в окружных границах впадают левые притоки: Северушка и Северка.
Широкие южная и северная части Верхнесалдинского городского округа соединены узкой полосой шириной около 5 км, тянущейся 20 км от Верхней Салды на северо-запад. В северной части городского округа расположен посёлок Басьяновский, к которому тянется уже не действующая узкоколейная дорога, и ещё ряд населённых пунктов. Через севера Верхнесалдинского городского округа с запада на восток протекает река Тагил. В данной части округа, находящейся в левобережье Тагила, расположены крупные по площади болота: Дурновское, Камбаихская Чисть (крупнейшее), Кокшаровское, Красное, Листвяничное (частично), Мостовское и др.; озёра: Басьяновское, Шайтанское, Юрьинское; а также карьеры. Сам Тагил здесь принимает ряд притоков, среди которых реки: Ельничная, Бобровка, Пляшатиха 2-я, Дунайка, Заводная и др. Иные реки, протекающие на севере Верхнесалдинского городского округа: Выя, Пия, Юрья и мелкие речки — являются притоками другой реки Салды (притока Туры) — одноимённой реки с выше упомянутой Салдой (притоком Тагила), на которой находится Верхняя Салда. Однако Салда бассейна Туры, в отличие от Салды бассейна Тагила, не протекает по землям городского округа.
Верхнесалдинский городской округ, которому соответствует Верхнесалдинский район, граничит:
- на севере — с городским округом Верхотурским, которому соответствует Верхотурский район;
- на северо-востоке — с Махнёвским муниципальным образованием, которое образовано на части Алапаевского района;
- на востоке — с городским округом Нижняя Салда, которому соответствует административно-территориальная единица «город Нижняя Салда»;
- на юго-востоке — с муниципальным образованием Алапаевским, которое образовано на части Алапаевского района;
- на юге и юго-западе — с Горноуральским городским округом, которому соответствует Пригородный район;
- на западе — с городским округом ЗАТО Свободный, которому соответствует одноимённая административно-территориальная единица;
- на северо-западе — с городским округом Красноуральск, которому соответствует административно-территориальная единица «город Красноуральск».

## История
13 января 1965 года из территорий, подчинённых Верхнесалдинскому горсовету, был образован Верхнесалдинский район с центром в городе областного подчинения Верхней Салде.
22 ноября 1966 года посёлок 25-го километра был переименован в Ежевичный.
11 октября 1972 года были упразднены посёлок Исток и деревня Вилы, а 30 декабря 1976 года упразднили посёлок Косачи, деревни Луковку и Новожилову.
13 мая 1991 года город Нижняя Салда был преобразован в город областного подчинения и выведен из состава Верхнесалдинского района.
4 января 1996 года из состава района было выделено закрытое административно-территориальное образование (ЗАТО) посёлок Свободный.
В 1996 году город на территории города Верхней Салды и Верхнесалдинского района было создано муниципальное образование Верхнесалдинский район.
17 декабря 1996 года муниципальное образование было включено в областной реестр.
С 31 декабря 2004 года муниципальное образование Верхнесалдинский район было наделено статусом городского округа. 27 декабря 2004 года город Верхняя Салда, ранее относившийся к городам областного подчинения, был включён в состав соответствующего административного района. Рабочий посёлок Басьяновский был отнесён к категории сельских населённых пунктов к виду посёлок.
С 1 января 2006 года муниципальное образование было переименовано в Верхнесалдинский городской округ.
В рамках административно-территориального устройства области, административно-территориальная единица Верхнесалдинский район продолжает существовать.
15 февраля 2016 года в рамках оптимизации судебной системы был образован Верхнесалдинский районный суд, в юрисдикцию которого были переданы Верхнесалдинский городской суд, Нижнесалдинский городской суд и находящиеся в их ведении вопросы осуществления правосудия. Также под юрисдикцию образованного суда была передана территория закрытого административно-территориального образования посёлок Свободный.

## Население
| 2009    | 2010    | 2011    | 2012    | 2013    | 2014    | 2015    |
| ------- | ------- | ------- | ------- | ------- | ------- | ------- |
| 51 011  | ↘49 527 | ↘49 429 | ↘48 811 | ↘48 097 | ↘47 530 | ↘46 962 |
| 2016    | 2017    | 2018    | 2019    | 2020    | 2021    | 2023    |
| ↘46 305 | ↘45 737 | ↘45 118 | ↘44 379 | ↘44 096 | ↘42 916 | ↘42 304 |

## Состав
Городской округ и район включает 18 населённых пунктов. При этом район до 1 октября 2017 года делился на 5 административно-территориальных единиц: 1 город и 4 сельсовета.	
| №  | Населённый пункт | Тип населённого пункта        | Население | Территориальная единица Верхнесалдинского района |
| -- | ---------------- | ----------------------------- | --------- | ------------------------------------------------ |
| 1  | Балакино         | деревня                       | ↘1        | Нелобский сельсовет                              |
| 2  | Басьяновский     | посёлок                       | ↘783      | город Верхняя Салда                              |
| 3  | Бобровка         | посёлок                       | ↘15       | город Верхняя Салда                              |
| 4  | Верхняя Салда    | город, административный центр | ↘40 474   | город Верхняя Салда                              |
| 5  | Выя              | посёлок                       | ↘0        | город Верхняя Салда                              |
| 6  | Ежевичный        | посёлок                       | ↘5        | город Верхняя Салда                              |
| 7  | Ива              | посёлок                       | ↗32       | Северский сельсовет                              |
| 8  | Кокшарово        | деревня                       | →0        | Моршининский сельсовет                           |
| 9  | Малыгино         | деревня                       | ↘15       | Моршининский сельсовет                           |
| 10 | Моршинино        | деревня                       | ↗12       | Моршининский сельсовет                           |
| 11 | Нелоба           | деревня                       | ↘92       | Нелобский сельсовет                              |
| 12 | Никитино         | деревня                       | ↘403      | Никитинский сельсовет                            |
| 13 | Первый           | посёлок                       | ↘0        | город Верхняя Салда                              |
| 14 | Перегрузочная    | посёлок                       | ↘3        | город Верхняя Салда                              |
| 15 | Песчаный Карьер  | посёлок                       | ↘76       | город Верхняя Салда                              |
| 16 | Северная         | деревня                       | ↘408      | Северский сельсовет                              |
| 17 | Тагильский       | посёлок                       | ↘35       | город Верхняя Салда                              |
| 18 | Тупик            | посёлок                       | ↗2        | Северский сельсовет                              |

### Упразднённые населённые пункты
В 2016 году Законом Свердловской области от 11.02.2016 № 7-ОЗ был упразднён посёлок Второй (находившийся в непосредственном подчинении районного центра, согласно ОКАТО в подчинении администрации района, а до 2004 в подчинении рабочего посёлка Басьяновского, то есть входивший в Басьяновский поссовет).